# Клинтон, Теофилус, 4-й граф Линкольн
Теофил Клинтон, 4-й граф Линкольн (англ. Theophilus Clinton, 4th Earl of Lincoln; 1599 — 21 мая 1667) — английский пэр, противник Карла I во время и до Гражданской войны в Англии. Он носил титул учтивости — лорд Клинтон с 1599 по 1619 год.

## Биография
Родился в 1599 году. Старший сын Томаса Клинтона, 3-го графа Линкольна (1568—1619), и Элизабет Книветт (ок. 1570—1638), брат которой, Томас Книветт (1545—1622), стал 1-м бароном Книвет. Лорд Клинтон получил образование в Эммануил-колледже в Кембридже.
Он был назначен рыцарем Бани во время инвеституры Чарльза, герцога Йоркского, в качестве принца Уэльского в Уайтхолле 3 ноября 1616 года. После наследования семейных титулов после смерти своего отца в 1619 году он женился в первый раз в 1622 году на достопочтенной Бриджит Файнс, единственной дочери Уильяма Файнса, 7-го барона Сэйя и Сила (позднее 1-го виконта) и Элизабет Темпл. У супругов было четверо детей:
- Эдвард Клинтон, барон Клинтон (30 декабря 1624 — 21 апреля 1657), женился в 1644 году на леди Энн Холлс (? — 1707), старшей дочери Джона Холлса, 2-го графа Клэра. Их сын:
  - Эдвард Клинтон, 5-й граф Линкольн (1645 — 25 ноября 1692), кавалер Ордена Бани (1661), де-юре сеньор де Лаверюн, женился в 1674 году на Жанне де Гальер (? — 1688)[3].
- Леди Кэтрин Клинтон (? — 1643), в 1639 году вышла замуж за Джорджа Бута, 1-го барона Деламера
- Леди Арабелла Клинтон (? — 1667), вышла замуж в 1643 году за главного шерифа Девона Роберта Ролла, от которого произошли нынешние бароны Клинтон.
- Леди Маргарет Клинтон (? — 1688), она вышла замуж в 1651 году за полковника Хью Боскауэна, чей внук, Хью Фортескью, 14-й барон Клинтон, стал графом Клинтоном в 1746 году.

Лорд Линкольн женился во второй раз на Элизабет Горджес (? — май 1675), дочери сэра Артура Горджеса и леди Элизабет Клинтон. После его смерти в 1667 году семейные титулы перешли к его внуку Эдварду Клинтону, 5-му графу Линкольну.

## Оппозиция Карлу I
Лорд Линкольн был пуританином и описывался как могущественный друг пуритан Линкольншира. Он был зятем Уильяма Файнса, 1-го виконта Сэя и Сила, и разделял оппозицию своего тестя королю. Он был противником принудительного займа Карла I и распространял памфлет, в котором обвинял короля в попытке свергнуть парламент . За свою оппозицию в 1626 году он был заключен в Тауэр, в то время как другие члены двора бежали в Массачусетс и другие колонии.
Он отказался принять Ковенант[какой?] и был исключен из Палаты лордов. Другие члены семьи из Линкольна, в частности Джон Холланд и Роберт Блоу, бежали в Массачусетс и поселились в районе Дорчестера.
В 1642 году лорд Линкольн получил чин полковника в пехотном полку парламентской армии. Он был резидентом-комиссаром парламента в шотландской армии 16 декабря 1645 года, занимал должность спикера Палаты лордов 1 августа 1647 года, он был комиссаром по делам колоний в декабре 1660 года.

## Колонизация Северной Америки
Лорд Линкольн также разделял энтузиазм своего тестя по поводу колонизации Северной Америки. Он нанял Томаса Дадли, который впоследствии стал вторым губернатором Массачусетса, в качестве управляющего семейным поместьем в Семпрингеме, Линкольншир. Семпрингем был местом встречи в 1629 году, на которой Джон Уинтроп и другие обсуждали организацию предлагаемой колонии залива Массачусетс. Его зять, достопочтенный Чарльз Файнс, и его сестра, леди Арбелла Джонсон, жена преподобного Исаака Джонсона, отплыли в Америку с флотом Уинтропа.